# Дейв Кларенс
Дейв Кларенс (англ. Dave Clarence) (нар. 31 серпня 2002) — мікронезійський спортсмен, професійний баскетболіст, гравець збірної збірної Федеративних штатів Мікронезії, учасник Кубку Мікронезії-2022 з баскетболу.

## Статистика виступів за збірну
Баскетболіст збірної Федеративних штатів Мікронезії, у складі якої взяв участь у Кубку Мікронезії-2022, на якому команда зайняла четверте місце, програвши у матчі за «бронзу» Команді Північних Маріанських островів. У складі своєї команди став найменшим (за зростом) гравцем.
| Дата       | Місто    | Господарі                    | Результат | Гості                        | Турнір                | Голи | Примітки |
| ---------- | -------- | ---------------------------- | --------- | ---------------------------- | --------------------- | ---- | -------- |
| 08.06.2022 | Мангілао | Федеративні Штати Мікронезії | 50 – 74   | Палау                        | Кубок Мікронезії-2022 | 4    |          |
| 09.06.2022 | Мангілао | Гуам                         | 127 – 37  | Федеративні Штати Мікронезії | Кубок Мікронезії-2022 | 2    |          |
| 10.06.2022 | Мангілао | Федеративні Штати Мікронезії | 84 – 87   | Північні Маріанські Острови  | Кубок Мікронезії-2022 | -    |          |
| 11.06.2022 | Мангілао | Північні Маріанські Острови  | 82 – 78   | Федеративні Штати Мікронезії | Кубок Мікронезії-2022 | 2    |          |
| Усього     |          | Матчів                       | 4         |                              | Голів                 | 8    |          |